# Robert Bayley Osgood
Robert Bayley Osgood (Salem, 6 luglio 1873 – Boston, 2 ottobre 1956) è stato un chirurgo statunitense, specializzato in ortopedia pediatrica.

## Biografia
Nacque a Salem, Massachusetts, USA, il 6 luglio 1873, da John Christopher e Martha Ellen Whipple. 
Frequentò la Harvard School of Medicine dove conseguì la laurea in Medicina nel 1899. Durante l'ultimo anno di studi frequentò, come interno, la House of Good Samaritan, una casa di cura per malati cronici, la maggior parte dei quali affetta da tubercolosi e tra questi, molti dei quali con localizzazioni scheletriche della malattia.
Conseguita la laurea entrò nella Scuola di Specializzazione in Chirurgia del Massachusetts General Hospital. In quel periodo cominciava a prendere piede l'uso dei raggi-X nella pratica diagnostica (inevntata da Roentgen nel 1895) e l'entusiasmo del giovane Osgood per questo nuovo strumento fu totale. Non avendo come altro sperimentare, effettuò i primi esperimenti con l'amico farmacista dell'ospedale, Walter Dodd. Il suo lavoro come radiologo sarebbe stato di breve durata, anche perché Walter Dodd sarebbe morto in conseguenza di plurime neoplasie alle mani che risultarono fatali. Lo stesso Osgood sviluppò tumori alle mani, ma sottoposto a diversi interventi chirurgici, riuscì a sopravvivere.
Terminata la specializzazione, ottenne il suo primo incarico proprio come radiologo presso Il Boston's Children Hospital, che tenne per due anni, dal 1902 al 1903.
Fu durante questi due anni che descrisse la condizione dell'apofisite tibiale anteriore degli adolescenti, un'osteocondrosi giovanile che successivamente prese da lui il nome di Morbo (o Malattia) di Osgood. Il lavoro in cui descriveva la condizione fu pubblicato il 29 gennaio 1903. Successivamente anche lo svizzero Carl Schlatter avrebbe descritto la medesima patologia e oggi la malattia è nota come Morbo di Osgood-Schlatter.
Il 29 aprile 1902 aveva intanto sposato Margareth Louisa Chapin. Non ebbero figli e adottarono una bambina, Ellen.
Rescisso il contratto con il Children's Hospital, trascorse un lungo periodo di internato in Europa: Germania, Francia e Inghilterra. Qui fece la conoscenza di grossi calibri dell'ortopedia mondiale come Hugh Owen Thomas e soprattutto il nipote di questi, Robert Jones.
Tornato in patria, ottenne un posto di aiuto chirurgo ortopedico presso il Carney Hospital dove il reparto di Chirurgia Ortopedica era diretto dal Dr. Goldthwait, che aveva già conosciuto e successivamente presso il Massachusetts General Hospital. Insieme a Goldthwait e al Dr. Painter fu uno dei coautori del primo testo statunitense di Chirurgia Ortopedica intitolato Diseases of the Bones and Joints (Patologia delle Ossa e delle Articolazioni).
Oltre alla chirurgia elettiva si interessò profondamente alla ricerca scientifica: si occupò di Artrite Reumatoide e della trasmissione del virus della poliomielite.
Nel 1911 Goldthwait riuscì a inaugurare il primo reparto autonomo di Chirurgia Ortopedica presso il Massachusetts General Hospital. Quasi contemporaneamente Osgood otteneva la cattedra di Chirurgia alla Harvard Medical School.
Nel 1910, insieme al Dr. Mixter eseguì la prima riduzione a cielo aperto di una lussazione atloassiale stabilizzandola con una sutura in seta. L'intervento è rimasto sostanzialmente identico fino ad oggi anche se la stabilizzazione viene oggi eseguita con cerchiaggi in filo d'acciaio e un'artrodesi.
Allo scoppio della Prima Guerra Mondiale, gli USA organizzarono un ospedale da campo chirurgico a Neuilly dove vennero trattati migliaia di traumatizzati, diretto dal famoso Harvey Cushing. Le équipes che operavano ivi seguivano una rotazione.  Osgood si occupò di traumatologia e capiì l'importanza del trattamento in urgenza delle fratture da armi da fuoco.
Quando gli USA entrarono in guerra, Osgood insieme a molti altri chirurghi ortopedici si recò in Gran Bretagna a trattare i feriti britannici al comando del colonnello medico Robert Jones che aveva già conosciuto. Allorquando le forze armate USA sbarcarono in Europa, i chirurghi statunitensi furono impiegati sul Continente.
Nel 1917 ebbe l'incarico di aiutante di Robert Jones, ora Maggior Generale, presso il British Medical War Office, dove rimase per sei mesi. Terminata la guerra, Osgood avrebbe fornito un valido aiuto a Jones nella fondazione della British Ortopaedic Association.
Tornao in patria nel 1918 fu, per un certo tempo, consulente ortopedico per il Surgeon General degli Stati Uniti. Fu congedato nel 1919 con il grado di Colonnello Medico della Riserva.
Quando Brackett andò in pensione, Osgood divenne Direttore del Reparto di Ortopedia al Massachusetts General Hospital. Le sue visite settimanali sono rimaste nella storia non tanto per quanto diceva e dimostrava di sapere ma soprattutto per il coinvolgimento di tutti i suoi aiuti. Inoltre si occupava personalmente di tutti i suoi specializzandi.
Nel 1922 lasciò il Massachusetts General Hospital per assumere la direzione del reparto di Ortopedia del Children's Hospital di Boston. Contestualmente otteneva la cattedra di Chirurgia Ortopedica della Harvard Medical School. Nel 1930 si ritirò volontariamente per lasciare il posto ad un collega più giovane.
Robert Osgood morì il 2 ottobre 1956, all'età di 83 anni.